# Ілай Мадмон
Ілай Мадмон (івр. איליי מדמון, нар. 23 лютого 2003, Ейн-га-Бсор, Ізраїль) — ізраїльський футболіст, центральний півзахисник клубу «Хапоель» Беер-Шева " в ізраїльській Прем'єр-лізі.

## Клубна кар'єра
Мадмон народився в ізраїльському мошаві Ейн-га-Бсор і займався футболом в академії «Хапоеля» (Беер-Шева). 4 липня 2020 року він дебютував у основній команді клубу в матчі чемпіонату Ізраїлю проти «Хапоеля» з Хайфи (3:1). Загалом у дебютному сезоні 2019/20 він провів три матчі в чемпіонаті, а в сезоні 2020/21 став частіше виходити у складі першої команди, відігравши 18 матчів у чемпіонаті. Крім того 26 листопада 2020 року він дебютував у єврокубках, вийшовши на заміну у грі Ліги Європи 2020/21 проти німецького «Баєра» (1:4).
9 вересня 2021 року Мадмон був відданий в оренду клубу «Бней-Єгуда» (Тель-Авів) з Національної ліги, другого дивізіону країни. 13 вересня він дебютував у клубі в грі з «Бейтаром Тель-Авів Бат-Ям» (3:1), а 19 вересня забив свій перший гол за клуб, у матчі проти «Хапоеля» (Рішон-ле-Ціон). Загалом Мадмон провів за клуб 34 матчі в чемпіонаті протягом періоду оренди і забив два голи.

## Збірна Ізраїлю
З юнацькою збірною Ізраїлю до 19 років брав участь у юнацькому чемпіонаті Європи 2022 року в Словаччині, де зіграв в статусі капітана у всіх п'яти матчах на турнірі і забив гол у матчі групового етапу з Австрією (4:2), а його збірна стала віце-чемпіоном Європи і вперше у своїй історії кваліфікувалась на молодіжний чемпіонат світу 2023 року.

## Титули і досягнення
- Володар Кубка Ізраїлю (2):

«Хапоель» (Беер-Шева): 2019-20
«Бейтар» (Єрусалим): 2022-23
- Володар Суперкубка Ізраїлю (1):

«Хапоель» (Беер-Шева): 2022